# أبيل جويل غروت
أبيل جويل غروت (بالإنجليزية: Abel Joel Grout)‏ هو عالم نباتات لاوعائية ‏ أمريكي، ولد في 1867 في نيوفان في الولايات المتحدة، وتوفي في 1947 في برادنتون في الولايات المتحدة.